# Перший тролейбус (фільм)
«Перший тролейбус» (рос. «Первый троллейбус») - радянський чорно-білий художній фільм-мелодрама виробництва Одеської кіностудії та кіностудії ім. Горького 1963 року. Режисер Ісидор Анненський.
Фільм примітний життєрадісним настроєм і участю великої кількості молодих та згодом знаменитих акторів.

## Сюжет
Заводська молодь південного приморського міста постійно їздить на роботу першим ранковим тролейбусом, водій якого, молоденька симпатична Світлана, знаходить серед своїх пасажирів нових хороших друзів. За наполяганням родичів Світлана залишає роботу, щоб поступати в інститут, але відчуває, що в її житті стало не вистачати уваги тих, кому вона була щодня потрібна.

## В ролях
- Ірина Губанова — Світлана, водій тролейбуса
- Лев Свердлін — Батько Світлани
- Ніна Сазонова — Тітка Світлани
- Олександр Дем'яненко — Сергій
- Дальвін Щербаков — Павло (дебют у кіно)
- Євген Ануфрієв — Вася
- Олег Даль — Сеня
- Віктор Борцов — Кирюшин
- Ніна Дорошина — Даша
- Валентин Брилеєв — Синіцин
- Михайло Кононов — Коля Чумаков
- Олексій Грибов — вахтер на цегельному заводі
- Георгій Віцин — п'яний пасажир
- Муза Крепкогорська — диспетчер в тролейбусному парку
- Микола Парфьонов — вусатий водій
- Валерій Сомов — залицяльник
- Петро Савін — Міліціонер
- Станіслав Чекан — перший водій
- Савелій Крамаров — (в титрах відсутній)
- Євген Стеблов — (в титрах відсутній)

та інші.

## Творча група
- Режисер-постановник: Ісидор Анненський
- Автори сценарію: Юніор Шилов, Йосип Леонідов
- Оператор-постановник: Віталій Гришин
- Художник-постановник: Юрій Богатиренко
- Композитори: Андрій Ешпай, Ростислав Бойко
- Звукооператор: Дмитро Флянгольц
- Режисер: В. Григор'єв
- Монтажер: Етна Майська
- Художник по костюмах: П. Акімова
- Художник по гриму: Е. Тимофєєва
- Текст пісень: Леонід Дербеньов
- Редактор: Анатолій Черченко
- Диригент: Емін Хачатурян
- Директори: Серафима Беніова, Е. Сапов